# Lythria demaisoni
Lythria demaisoni är en fjärilsart som beskrevs av Louis Beethoven Prout 1913. Lythria demaisoni ingår i släktet Lythria och familjen mätare. Inga underarter finns listade i Catalogue of Life.